# Русов, Вениамин Алексеевич

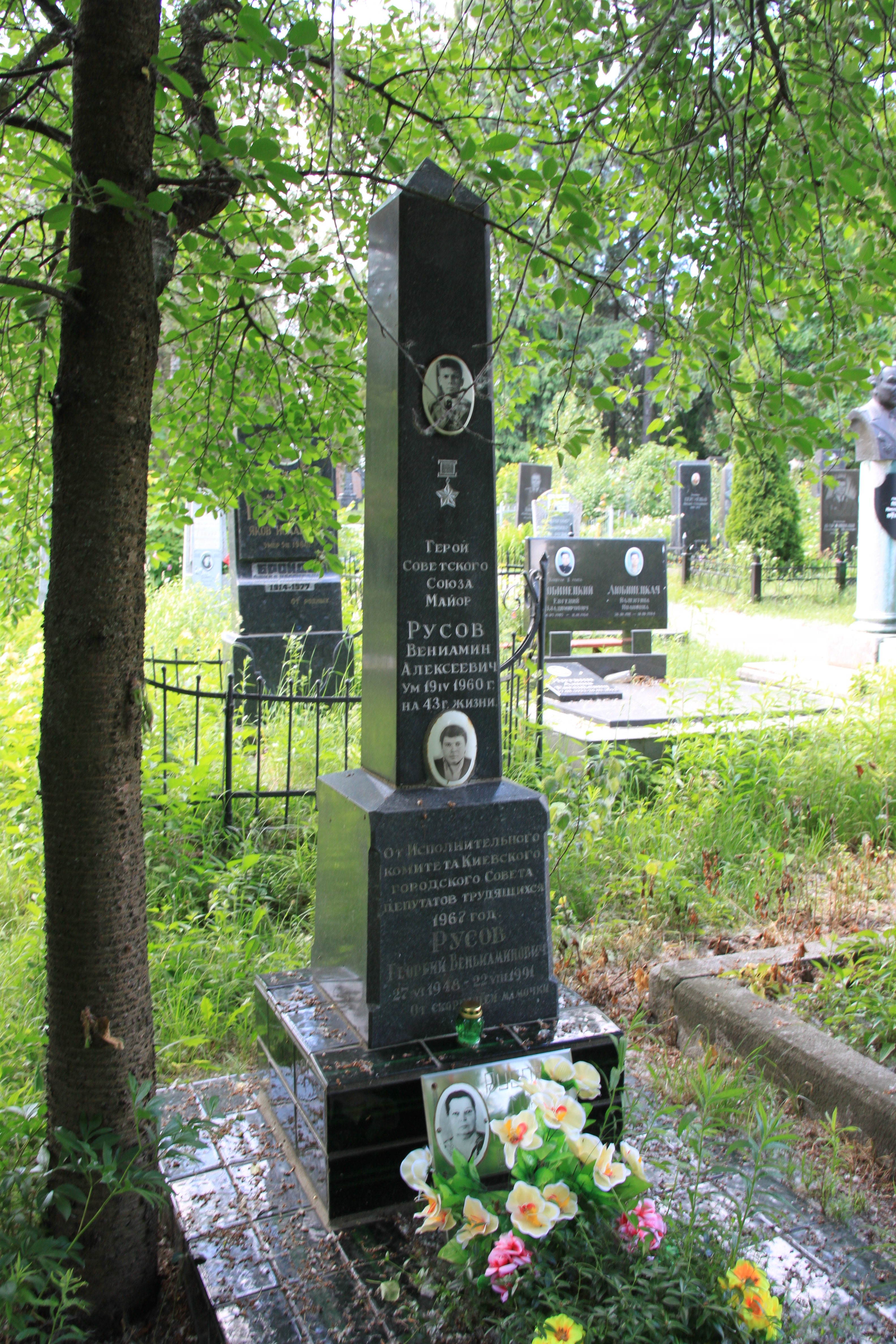
Могила Русова на Лукьяновском военном кладбище Киева.

Вениами́н Алексе́евич Русов (1916—1960) — майор Рабоче-крестьянской Красной Армии, участник Великой Отечественной войны, Герой Советского Союза (1944).

## Биография
Вениамин Русов родился в деревне Алексеевская (ныне — Нейский район Костромской области). Получил неполное среднее образование. В 1941 году Русов был призван на службу в Рабоче-крестьянскую Красную Армию. В 1942 году он окончил курсы «Выстрел». С того же года — на фронтах Великой Отечественной войны. К осени 1943 года капитан Вениамин Русов командовал стрелковым батальоном 520-го стрелкового полка 167-й стрелковой дивизии 38-й армии 1-го Украинского фронта. Отличился во время битвы за Днепр и освобождения Киева.
Батальон Русова принимал активное участие в боях на Лютежском плацдарме, нанеся немецким войскам большие потери. 3-5 ноября 1943 года батальон участвовал в освобождении Киева.
Указом Президиума Верховного Совета СССР от 10 января 1944 года капитан Вениамин Русов был удостоен высокого звания Героя Советского Союза с вручением ордена Ленина и медали «Золотая Звезда».
После окончания войны в звании майора Русов был уволен в запас. Проживал и работал в Киеве. Скоропостижно скончался 18 апреля 1960 года, похоронен на Лукьяновском военном кладбище Киева.
Был также награждён орденами Красного Знамени, Александра Невского, Отечественной войны 2-й степени, Красной Звезды, рядом медалей.